# يوزف بنتويتش
يوزف بنتويتش (بالعبرية: 'יוסף בנטוויץ‏) (3 فبراير 1902 - 1982) كان تربويا إسرائيليا.
في عام 1962 مُنح بنتويتش جائزة إسرائيل في مجال التعليم. 

## سيرة شخصية
ولد بنتويتش عام 1902 في لندن في المملكة المتحدة. وكان والده هربرت بنتويتش محامٍ وصهيوني بريطاني بارز، وكانت والدته سوزانا بنتويتش (ني سولومون). ودرس في جامعة كامبريدج بدءا من عام 1920 إلى عام 1923، وفي معهد تعليمي بجامعة لندنمن عام 1923 إلى عام 1924.
في عام 1924 هاجر إلى فلسطين تحت الانتداب البريطاني . عمل مدرسا في ثانوية هرتسليا العبرية في تل أبيب وفي المدرسة العبرية الإعدادية في حيفا حتى عام 1928. ثم عين مفتشًا للمدارس في حكومة الانتداب البريطاني. ومن عام 1943 إلى عام 1948 كان مديرًا مساعدًا لإدارة التعليم. 
في عام 1948 وبعد استقالة آرثر بيرام عين بنتويش خلفًا له كمدير للمدرسة العبرية الإعدادية في حيفا، وهو المنصب الذي ظل به حتى عام 1955. وعمل محاضرًا في التربية في الجامعة العبرية في القدس من 1955 إلى 1958.
كان بنتويش رئيسا لجماعة الأمانة (العهد)، التي تأسست لدراسة التفسيرات الجديدة لليهودية وتعزيزها. 

## الجوائز
- في عام 1962 مُنح بنتويتش جائزة إسرائيل للتعليم. [2]

## الأعمال المطبوعة
- التربية والتعليم في إسرائيل - 1965
- مختارات من الأديان - - محرر - 1964
- اليهودية، قارئ - محرر - 1967

كما نشر بنتويش العديد من الكتب المدرسية وذلك لتدريس اللغة الإنجليزية والرياضيات. 

## العائلة
كان لبنتويتش عشرة أشقاء، واستقر سبعة منهم بشكل دائم في إسرائيل. كان شقيقه الأكبر نورمان بنتويتش محاميًا بريطانيًا بارزًا، وقضى أيضًا جزءًا كبيرًا من حياته المهنية في فلسطين تحت الانتداب وإسرائيل. وكانت شقيقتة الأخرى هي ثيلما يلين عازفة التشيلو الشهيرة والرائدة النشطة في الحياة الموسيقية في فلسطين تحت الانتداب البريطاني.
في عام 1924 تزوج بنتويتش من سارة يافي (ابنة هيليل يافي). وأنجبا أربعة أطفال. أحدهم هو البروفيسور تسفي بنتويتش وهو عالم فيروسات وخبير مشهور عالميًا في مجال علاج مرض الإيدز. كم أن هناك ابنة أخرى هي راشيل شافيت ونجلها الصحفي آري شافيت .